# Uwe Fuchs (Fußballspieler, 1956)
Uwe Fuchs (* 2. April 1956) ist ein deutscher ehemaliger Fußballspieler. Für die Betriebssportgemeinschaft (BSG) Sachsenring Zwickau spielte er von 1975 bis 1983 in der DDR-Oberliga, der höchsten Liga im DDR-Fußball.

## Sportliche Laufbahn
Im Alter von neun Jahren schloss sich Uwe Fuchs der BSG Motor Zwickau an, die ab 1968 den Namen "Sachsenring" trug. 1974 bestritt er mit der 2. Mannschaft der BSG Motor in der zweitklassigen DDR-Liga das erste Punktspiel im Männerbereich. Am letzten Spieltag der Saison 1973/74 wurde er in der 53 Minute für den Linksaußenstürmer Ralf Neubert eingewechselt. Bereits in der nächsten Saison 1974/75 war er bei Motor II mit 14 Ligaspielen und vier Toren als Mittelstürmer Stammspieler. Zugleich kam er am Saisonende zu seinen drei ersten Oberligaeinsätzen. Nachdem er zunächst zweimal nur Einwechsler gewesen war, wurde er im letzten Saisonspiel als Linksaußenstürmer eingesetzt. Am Pokalsieg der Zwickauer war Fuchs mit einem 45-Minuteneinsatz im Halbfinale beteiligt. 1975/76 spielte Uwe Fuchs nur bis zum Oktober für Sachsenring Zwickau. Er war zunächst wieder Stammspieler in der 2. Mannschaft, für die er siebenmal als Mittelstürmer aufgeboten wurde und auf erstaunliche fünf Tore kam. Parallel setzte ihn Trainer Karl-Heinz Kluge mit vier Kurzeinsätzen in der Oberliga ein. Außerdem wirkte Fuchs im zweiten Spiel der Zwickauer im Europapokal der Pokalsieger gegen Panathinaikos Athen (2:0) für 20 Minuten mit. 
Im November 1975 wurde Uwe Fuchs für 18 Monate zum Wehrdienst in der Nationalen Volksarmee eingezogen. 
Mit Beginn der Spielzeit 1977/78 kehrte Fuchs wieder zu Sachsenring Zwickau zurück, kam aber nur zu zehn Oberligaeinsätzen. Im Laufe der Saison 1978/79 konnte er sich seinen Stammplatz als Stürmer zurückerobern und erhöhte seine Einsatzquote auf 19 Spiele. Dabei gelangen ihm auch seiner ersten beiden Oberligatore. Danach schoss er bis 1984 regelmäßig Tore für die BSG Sachsenring und wurde sowohl 1980 mit vier als auch 1982 mit fünf Treffern Zwickauer Torschützenkönig (zusammen mit Werner Bräutigam bzw. Bernd Bielmeier). 1983 musste Sachsenring Zwickau aus der Oberliga absteigen, mehrere Spieler verließen die BSG. Uwe Fuchs blieb zunächst und bestritt 1983/84 in der DDR-Liga 21 der 22 Punktspiele und stellte mit neun Treffern einen persönlichen Torrekord auf. Nachdem die Zwickauer Staffelsieger geworden waren, beteiligten sie sich an der Oberliga-Aufstiegsrunde, verpassten aber den Wiederaufstieg. Uwe Fuchs wurde  in allen acht Qualifikationsspielen eingesetzt. 
Zur Saison 1984/85 verließ Fuchs nun auch Zwickau und wechselte zur BSG Fortschritt Weida in die drittklassige Bezirksliga, wo er mehrere ehemalige Zwickauer Spieler wiedertraf. Er half mit, die Bezirksmeisterschaft zu erringen, scheiterte aber auch mit dieser Mannschaft am Aufstieg. Ab 1985/86 spielte Fuchs mit der BSG Robotron Sömmerda weiter in der Bezirksliga. Sie war zuvor aus der DDR-Liga abgestiegen, wurde mit Fuchs ebenfalls Bezirksmeister, ohne den Aufstieg zu schaffen. Dieser erfolgte dann mit Fuchs ein Jahr später. Für die DDR-Liga-Saison 1987/88 wurde Manfred Fuchs für den Ligakader gemeldet, kam aber nicht mehr zum Einsatz. Er erschien auch später nicht mehr im überregionalen Fußballspielbetrieb.